# Arcytophyllum peruvianum
Arcytophyllum peruvianum là một loài thực vật có hoa trong họ Thiến thảo. Loài này được (Wernham) J.H.Kirkbr. mô tả khoa học đầu tiên năm 1993.